# Кулибали, Усман
Усма́н Кулибали́ (фр. Ousmane Coulibaly; 9 июля 1989, Париж, Франция) — малийский футболист, защитник катарского клуба «Аль-Вакра». Выступал за сборную Мали.

## Клубная карьера
Усман начинал свою карьеру в клубе «Мант». В 2008 году он присоединился к «Генгаму», выступавшему в Лиге 2. Первый матч он сыграл протв «Аяччо» 7 ноября 2008 года. В сезоне 2008/09 «Генгам» выиграл Кубок Франции, однако Кулибали участия в матчах кубка не принимал.
Летом 2009 года, проведя всего 2 матча за «Генгам», Усман переходит в «Брест». 14 мая 2010 года он сыграл первый и единственный в сезоне 2009/10 матч Лиги 2 за «Брест». «Брест», заняв второе место в Лиге 2 добился повышения в классе. В следующем году Кулибали принял участие в 7 матчах Лиги 1. Дебютной игрой на высшем уровне стала встреча с «Монако».
В марте 2011 года малиец продлил контракт с «Брестом» на 3 года. В сезонах 2011/12 и 2012/13 Кулибали провёл 18 и 14 матчей соответственно. Несмотря на то, что в 2013 году «Брест» вылетел из Лиги 1, Усман не покинул команду и стал игроком основного состава.
Летом 2014 года малиец перешёл в греческий клуб «Платаниас». Первый матч в Греческой Суперлиге провёл, выйдя на замену в матче против ПАОКа. В четвёртом туре защитник отметился забитым мячом, ставшим первым в его профессиональной карьере.
8 января 2022 года у Кулибали случился сердечный приступ в матче чемпионата Катара против «Эр-Райяна». Согласно заявлению его клуба, он был в стабильном состоянии.

## Карьера в сборной
Усман провёл первый матч за сборную Мали октября 2011 года против сборной Либерии.
Кулибали был включён в заявку сборной на Кубок африканских наций 2012. На турнире он принял участие в 3 матчах, в том числе и в игре за 3-е место со сборной Ганы, которую Мали выиграла 2-0.
Усман в составе сборной играл на Кубке африканских наций 2013. Он провёл только один матч — игру за 3-е место против сборной Ганы. Малийцы вновь оказались сильнее — 3:1, а Кулибали записал на свой счёт голевую передачу.